# Gato e rato em companhia
Gato e rato em companhia (em alemão: Katze und Maus in Gesellschaft) ou A parceria do gato e o rato é um conto de fadas alemão compilado pelos Irmãos Grimm. É o segundo conto (KHM 2) da coletânea. Conta a história da tentativa de relacionamento pacífico entre gato e rato, tentativa esta frustrada porque não se pode ir contra a própria natureza.

## Origem
Uma versão mais curta do conto foi incluída na coleção manuscrita dos Irmãos Grimm de 1808, e o conto foi incluído na primeira versão dos Kinder- und Hausmärchen em 1812. Sua versão baseia-se numa tradição oral comunicada por Gretchen Wild (1787–1819) em Kassel.

## História
Um gato e um rato, contrariando o costume de suas espécies, tornam-se tão bons amigos que decidem dividir uma casa. Para que tenham a que recorrer em caso de necessidade, compram um pote de gordura e o escondem em um canto de uma igreja a fim de mantê-lo seguro. Após algum tempo, o gato conta ao rato que uma parente deu à luz e que ele foi convidado para ser padrinho. Mas aquilo é um pretexto para se ausentar e comer escondido a camada superior da gordura no pote. Quando o gato volta para casa, o rato pergunta o nome do gatinho. O gato responde: "Topo-acabou". O rato observa que nunca ouviu tal nome.
Logo depois, o gato anuncia que foi novamente convidado para um batizado. No retorno do gato, o rato pergunta qual nome foi dado a esse gatinho. "Metade-acabou", responde o gato. Novamente o rato estranha o nome.
O gato vai uma terceira vez à igreja, desta vez terminando a gordura. Quando o gato retorna, o rato pergunta o nome dado neste batizado. "Tudo-acabou", responde o gato. Novamente o rato fica perplexo.
O inverno chega, e com ele os tempos difíceis que os amigos esperavam. O rato propõe uma ida à igreja para comerem a provisão armazenada lá. Quando contempla o pote vazio, o rato entende tudo: "Primeiro Topo-acabou", ele murmura, "depois Metade-acabou, e então..." O gato avisa para não dizer mais nada, mas o rato persiste. O gato ataca o rato e o come. "E esse é o jeito do mundo", a história termina.